# Pel·lícula de cel·luloide
La pel·lícula de cel·luloide (nom comercial de la pel·lícula de nitrat de cel·lulosa plastificada) va estar molt present en la indústria fotogràfica i cinematogràfica des de l'inici del seu ús, el 1889, fins a la seva retirada oficial sobre el 1953. A partir de llavors es va utilitzar la pel·lícula de 35mm.
Es tracta d'un suport flexible recobert d'una capa d'emulsió fotosensible que reté la imatge. S'obté a partir del cel·luloide, un material fabricat a partir de nitrat de cel·lulosa (o nitrocel·lulosa) i càmfora i en el qual s'hi afegeixen tints i altres elements. La invenció d'aquest material està associada a John Wesley Hyatt el 1870.
Es va començar a utilitzar en cinema i fotografia perquè reunia totes les qualitats necessàries (transparència, flexibilitat, resistència...) i es va anar millorant per fer-lo més moldeable, però es va retirar a causa dels costos de la seva producció i la inflamabilitat del material.

## Història[1]
L'any 1846, Christian Friederich Schöben va inventar el nitrat de cel·lulosa o nitrocel·lulosa a partir del cotó. Uns anys més tard, el 1856, Alexander Parkes va descobrir que barrejant-ho amb càmfora podia formar una pel·lícula transparent, flexible i resistent si l'estenia en una capa fina. Va batejar el seu invent com a Parkesina. En aquell moment els costos de producció eren molt elevats i això va causar que no aconseguís una bona comercialització. Per això va vendre els drets la patent a John Wesley Hyatt, que va estar experimentant amb el material i va ser capaç de millorar-lo per a simplificar-ne el procés. L'any 1872 el va patentar sota el nom comercial de cel·luloide. Aquest material és considerat el primer termoplàstic.
James Ambrose Cutting, fotgògraf, va utilitzar el material (juntament amb emulsió fotosensible) de suport fotogràfic. D'aquesta manera va inventar una nova tècnica anomenada col·lodió humit, que va disminuir molt el temps d'exposició. Gràcies a aquest mètode Eadweard Muybridge va ser capaç de realitzar els seus estudis sobre el moviment (l'experiment del cavall en moviment). Aquests estudis van culminar en la invenció del Zoopraxiscopi, element destinat a projectar la mostra de moviment a través de diferents imatges i gràcies a la persistència retiniana. Aquesta evolució del Zoòtrop es considera un dels precursors del cinema.
George Eastman, fundador de la Eastman Kodak Company, va inventar el rotlle de pel·lícula. Es fabricaven les pel·lícules i, un cop seques, es tallaven i s'enrotllaven per a usar-les en les càmeres Kodak portàtils. Amb aquest pràctic sistema, cineastes com Thomas Alva Edison o els germans Lumière van crear les primeres pel·lícules de la història del cinema. Thomas Henry Blair va ser el seu principal competidor i va fer la base més mate per a poder mirar millor les imatges un cop realitzades amb una font de llum. Amb aquest invent William Kennedy Laurie Dickson, enginyer d'Edison, es va encarregar del projecte de creació del Quinetoscopi, que podia produir imatges en moviment. Després es va separar d'Edison i va crear una càmera i un sistema projector amb la seva empresa American Mutoscope and Biograph Company. Unes de les invencions més importants van ser el sistema de perforacions de les pel·lícules i el format estàndard de 35mm.
Anys més tard, es va descobrir que les pel·lícules de cel·luloide eren perilloses perquè eren molt inflamables a causa d'un dels seus components, el nitrat de cel·lulosa, utilitzat també en la fabricació del TNT.
A partir de 1909 es va inventar una pel·lícula anomenada «Safety» o «de seguretat», en diacetat de cel·lulosa. No obstant això la indústria cinematogràfica trigarà molt temps abans d'utilitzar-la perquè era molt cara, i els films van seguir rodats i visionats amb pel·lícula de nitrat de cel·lulosa fins a 1955 als EUA i Europa, i fins a 1960 a l'URSS. La pel·lícula de seguretat es va desenvolupar en els formats no professionals i els formats destinats als aficionats, per exemple, el 28mm de Pathé o el 22mm del Home Quinetoscopi d'Edison en 1912.
La pel·lícula d'acetat es va comercialitzar com a pel·lícula de seguretat, ja que no es va descompondre com ho va fer la pel·lícula de nitrat. Aquesta era molt defectuosa perquè amb el temps, es descompondria en àcid nítric.

## Avantatges i inconvenients respecte al format digital

### Avantatges
S'estima que la pel·lícula de cel·luloide, conservada a baixa temperatura i en condicions controlades d'humitat, pot tenir una vida estimada d'entre 100 i 500 anys. El format digital, en canvi, té una durada incerta, ja que va evolucionant i els formats antics van quedant obsolets, i per això els experts no saben què passarà amb la conservació dels suports digitals en un termini superior a quinze anys. Per aquest motiu, és important acabar una restauració digital fent una còpia en cel·luloide per a conservar el material. Sinó, s'han d'anar fent adaptacions constants als nous formats, cosa que suposa costos elevats, i acaba resultant en una pèrdua de material, ja que només es passa el material que interessa.
Alguns directors, com Martin Scorsese i Quentin Tarantino opinen que els rotllos de cel·luloide tenen més encant, ja que amb el temps van variant com si fossin alguna cosa viva. Es degraden, s'expandeixen, es contrauen... Amb el temps, el seu aspecte va canviant i presenten signes de deteriorament. Aquestes imperfeccions, en comptes de ser un inconvenient, són un avantatge que els fa reflectir autenticitat i nostàlgia, i els allunyen del format digital, que consideren sense ànima perquè és massa polit i asèptic. A aquesta opinió s'hi sumen altres professionals de la indústria.

### Inconvenients
El format digital acaba resultant més barat i fàcil de treballar. Ideal per difondre imatges en moviment.
La pel·lícula de cel·luloide necessita una conservació específica i molt curosa perquè no es faci malbé. El format digital, en canvi, no.

## Descomposició[2]
Es descompon de manera permanent; primer es torna trencadís, després l'emulsió es converteix en un color ocre, la pel·lícula s'encongeix («retracció»), la qual cosa pot ocasionar greus problemes per a duplicar-lo. Es torna sec, enganxós i trencadís i al final acaba reduït a pols.
Altres tipus de deteriorament de la pel·lícula que són més comuns són:
- Fongs: Es solen propagar ràpidament en forma d'escuma blanca, podent travessar uns certs materials de protecció com a plàstics o fins a les tradicionals llaunes de pel·lícules.
- Emulsions: Els paràmetres vinculats a les tècniques de fabricació de l'emulsió d'imatge tenen molta importància perquè depén quines tecnologies permeten una millor perennitat que unes altres. Nombroses tècniques i tipus d'emulsions han existit des dels començaments del cinema, en particular pel que fa a la pel·lícula en colors, des de 1897 amb les còpies acolorides a mà (imatge per imatge) fins a les últimes emulsions de gra molt fi aparegudes recentment. La pel·lícula en blanc i negre, "monocroma" (fins i tot si és tenyida) té una química molt menys complexa que el color i no suposa per tant massa problemes de conservació.
- Cuatricromía i modificació de colors: Segons la modificació del color de la pel·lícula, aquesta pot durar més o menys a llarg termini. La pel·lícula estava composta de tres bandes monocromes (fins a 1954 per a la presa de vistes) i d'una tècnica d'edició de còpies anomenada per imbibició (tècnica que va existir fins a 1974 als Estats Units i fins i tot fins a 1993 a la Xina). Aquest sistema era bastant pròxim a la cuatricromía offset de la impremta, associant negre a tres capes de colors superposades les quals són molt estables en el temps. Els elements conservats separadament permeten una conservació a molt llarg termini dels negatius i de les còpies obtingudes.
- Condició climàtica: Les pel·lícules necesiten un tipus de clima adequat per no deteriorar-se. La humitat i la calor són els principals factors que provoquen el procés, a més de que s'accelera molt en condicions anaeròbiques. És per això que es preserven les pel·lícules afectades en condicions controlades d'humitat i temperatura, les hi transfereix a un mitjà més estable, o en última instància les hi descarta per sempre, per a evitar que danyin o accelerin el procés en altres pel·lícules.